# Coccothrinax pauciramosa
Coccothrinax pauciramosa är en enhjärtbladig växtart som beskrevs av Karl Ewald Maximilian Burret. Coccothrinax pauciramosa ingår i släktet Coccothrinax och familjen Arecaceae. IUCN kategoriserar arten globalt som sårbar. Inga underarter finns listade i Catalogue of Life.